# Município de Friendship (condado de Guilford, Carolina do Norte)
Localização da Carolina do Norte nos E.U.A.
O município de Friendship (em inglês: Friendship Township) é um município localizado no  condado de Guilford no estado estadounidense da Carolina do Norte. No ano 2010 tinha uma população de 8.648 habitantes.

## Geografia
O município de Friendship encontra-se localizado nas coordenadas 36° 04′ 57,49″ N, 79° 54′ 22,13″ O.